# Джефферсон (река)
Дже́фферсон (англ. Jefferson River) — река в штате Монтана, США. Является одним из трёх верховий Миссури наряду с реками Галлатин и Мадисон, с которыми она соединяется вблизи городка Три-Форкс (округ Галлатин, Монтана). Длина составляет 134 км, а вместе с рекой Ред-Рок — 375 км. Площадь бассейна — 24 688 км².
Самый длинный исток реки, ручей Брауэр, берёт начало на северном склоне горы Джеффресон, на высоте 2750 м над уровнем моря. Ручей несёт свои воды сперва на запад, а затем на север под названием Хелл-Роарин-Крик до слияния с Рок-Крик, впоследствии река снова течёт на запад и северо-запад через озёра. Здесь река носит название Ред-Рок, она продолжает течь на запад, протекая через водохранилища Лима и Кларк-Каньон вблизи городка Диллон. Ниже плотин река уже известна как Биверхед. Она соединяется с рекой Раби выше города Твайн-Бриджес, а в двух милях ниже города принимает приток Биг-Хол, в месте слияния с которым река уже и известна собственно как Джефферсон.
Далее Джефферсон течёт на север, а затем поворачивает на восток. Река принимает крупный приток Болдер немногим выше узкого Каньона реки Джефферсон, а при выходе из каньона течёт через широкую долину.